# Důl Josef (Slezská Ostrava)
Důl Josef byl černouhelný hlubinný důl ve Slezské Ostravě, v části nazývané Kamenec. Patřil mezi doly na Jaklovci.

## Historie

### Kutací práce
V důlním poli dolu Josef byly 23. ledna 1830 propůjčeny 2 důlní míry bez pojmenování Franz Josephu hraběti Wilczkovi. Propůjčka byla udělena na nález uhelné sloje při hloubení jámy Světlík č. 5, který byl vyhlouben v souvislosti s postupem ražby Jaklovecké dědičné štoly. V roce 1842 koupil Salomon Mayer Rothschild (1774 – 1855) od hraběte Wilczka polovinu důlního pole Boží požehnání (Segen Gottes) zřejmě včetně těchto nepojmenovaných důlních měr.
Vlastní jáma Josef byla založena v roce 1847 Salomonem Mayerem Rothschildem a stala se základem dolu Josef. Původní funkce jámy byla těžní a vodní jámou. Od roku 1863 do 1881 sloužila jáma Josef jako pomocná vodní jáma dolu Jindřich.

### Současný stav
Jáma Josef byla v roce 1881 zlikvidována v souvislosti s přeměnou slezsko-ostravského dolu Jindřich na pomocný důl dolu Terezie.   

## Strojní a technické zařízení
V roce 1863 byla jáma Josef 122,3 m hluboká, vybavena parním těžním strojem o výkonu 20 HP. Pro čerpání důlní vody byla vybavena tahadlovým čerpadlem o výkonu 60 HP.  Na dole byla postavena kotelna.  
Jáma byla později prohloubena  na konečnou hloubku 166,0 m.
Po ukončení rekonstrukce dolu Terezie a přípravy dolu Jindřich ve Slezské Ostravě na pomocný důl, byla Jáma Josef zlikvidována.

## Těžba uhlí
Dobývaly se sloje svrchní hrušovské vrstvy ostravského souvrství. Hlavní způsob dobývání bylo směrné piliřování z hloubky 125 m.  

## Údaje o dolu Josef (Slezská Ostrava)
| Název | Druh jámy     | Založení | hloubka jámy [m] | těžba            | vytěženo                    | likvidace | dobývací pole [ha] | poznámka        |
| ----- | ------------- | -------- | ---------------- | ---------------- | --------------------------- | --------- | ------------------ | --------------- |
| Josef | těžní a vodní | 1847     | 166,0            | 1847 asi do 1863 | těžba nevykazována odděleně | 1881      | 8                  | 1 jáma, 4 patra |